# Сапегин, Иван Петрович
Иван Петрович Сапе́гин (известен также  под фамилиями Миха́йлов, Бело́в) (17 апреля 1898 года, пос. Валамазский завод Глазовского уезда Вятской губернии — 1970 год, Москва) — советский дипломат, военный. Участник Первой Мировой и Гражданской войн, консул СССР в Японии и Корее.

## Биография
Родился 17 апреля (8 мая) 1898 г. в пос. Валамаз, Глазовского уезда, Вятской губернии (Красногорский р-н, Удмуртская АССР). В 1908 году окончил 3 класса церковно-приходской школы при Валамазском стекольном заводе.
В 1917 году был призван в Императорскую армию (168-й пехотный Запасный полк, старший унтер-офицер). В РККА с 1918 года. С 1919 года Член ВКП(б), председатель волостного ЧК. В 1919-20 гг. окончил командные пехотные курсы в Вятке. В 1923 году окончил курсы «Выстрел». В 1924-27 обучался в военной академии им Фрунзе в Москве, а в 1930 г. окончил её Восточный факультет. Свободно владел японским языком.
В 1930-32 гг. Вице-консул в г. Отару (Япония).
В 1932-33 гг. — консул в г. Цуруга (Япония).
В 1933-34 гг. вр.генконсул в г. Сеул (Корея).
В 1934-37 гг. 2-й секретарь полпредства в г. Токио (Япония).
С 1938 преподавал в разных военных учебных заведениях в Москве. Воинское звание — полковник.

## Награды
Орден «Знак Почёта» (07.05.1943 г.)
Орден Красного Знамени (03.11.1944 г.)
Орден Ленина (21.02.1945 г.)
Орден Красного Знамени (20.06.1949 г.)
Медали:
XX лет РККА (1938 г.)
За победу над Германией (09.05.1945 г.)
В память 800-летия Москвы
30 лет советской армии и флота

## Семья
Супруга — Евгения Леопольдовна (1901 г.р.)
Дети: Евгений (1922 г.р.), Владимир (1932 г.р.), Людмила (1939 г.р.)